# Hilara carpathica
Hilara carpathica är en tvåvingeart som beskrevs av Niesiolowski 1991. Hilara carpathica ingår i släktet Hilara och familjen dansflugor. Inga underarter finns listade i Catalogue of Life.